# 上代 (佐倉市)
上代（かみだい）は、千葉県佐倉市の大字。郵便番号285-0044。

## 地理
北は酒々井町本佐倉、東は長熊、南から西は白銀、北西は大蛇町に隣接している。

## 世帯数と人口
2017年（平成29年）10月31日現在の世帯数と人口は以下の通りである。
| 大字 | 世帯数 | 人口 |
| ---- | ------ | ---- |
| 上代 | 29世帯 | 77人 |

## 小・中学校の学区
市立小・中学校に通う場合、学区は以下の通りとなる。
| 地域 | 小学校             | 中学校               |
| ---- | ------------------ | -------------------- |
| 全域 | 佐倉市立白銀小学校 | 佐倉市立佐倉東中学校 |

## 施設
- 上代公会堂
- 熊野神社